# 小行星5302
小行星5302（英語：5302 Romanoserra）是一颗围绕太阳公转的小行星。1976年12月18日，尼古拉·切爾尼赫在克里米亚发现了此天体。
这颗小行星的绝对星等为46.91975261117843等。